# Niels Andersen
Niels Andersen (ur. 14 maja 1867 w Skibinge, zm. 9 października 1930 w Hyllinge) – duński strzelec, medalista olimpijski i medalista mistrzostw świata.
Dwukrotny uczestnik igrzysk olimpijskich (IO 1908, IO 1912). Wystąpił wyłącznie w 4 konkurencjach drużynowych. W 1912 roku zdobył brązowy medal w drużynowych zawodach z karabinu dowolnego w trzech postawach z 300 m, uzyskując trzeci rezultat w reprezentacji Danii (skład zespołu: Niels Andersen, Jens Hajslund, Laurits Larsen, Niels Larsen, Lars Jørgen Madsen, Ole Olsen).
Andersen jest jednokrotnym medalistą mistrzostw świata. Zdobył brąz w karabinie dowolnym w trzech postawach z 300 m drużynowo podczas mistrzostw w 1914 roku (skład reprezentacji: Niels Andersen, Kjœr Madsen, Lars Jørgen Madsen, Anders Petersen, Anders Peter Nielsen).

## Wyniki

### Igrzyska olimpijskie
| Igrzyska       | Konkurencja                                     | Wynik                                               | Miejsce | Źródło |
| -------------- | ----------------------------------------------- | --------------------------------------------------- | ------- | ------ |
| Londyn 1908    | Karabin dowolny, trzy postawy, 300 m, drużynowo | 4543 pkt. (druż.) 725 pkt. ind. (313–249–163)       | 4       | [ 3 ]  |
| Londyn 1908    | Karabin wojskowy, drużynowo                     | 1909 pkt. (druż.) 352 pkt. ind. (65–60–63–68–53–43) | 8       | [ 4 ]  |
| Sztokholm 1912 | Karabin dowolny, trzy postawy, 300 m, drużynowo | 5529 pkt. (druż.) 896 pkt. ind. (313–302–281)       |         | [ 1 ]  |
| Sztokholm 1912 | Karabin wojskowy, drużynowo                     | 1419 pkt. (druż.) 250 pkt. ind. (69–70–61–50)       | 8       | [ 5 ]  |

### Medale mistrzostw świata
Opracowano na podstawie materiałów źródłowych:
| Mistrzostwa | Konkurencja                                     | Wynik                             | Miejsce |
| ----------- | ----------------------------------------------- | --------------------------------- | ------- |
| Viborg 1914 | Karabin dowolny, trzy postawy, 300 m, drużynowo | 4871 pkt. (druż.) 948 pkt. (ind.) |         |